# Valle di Quirra
La Valle di Quirra si trova in Sardegna; il suo territorio è diviso tra le provincie di Nuoro e Sud Sardegna.

## Comuni
Il territorio della valle è diviso in 5 comuni di cui 4 in provincia di Nuoro (Jerzu, Tertenia, isole amministrative di Osini e Arzana), e 1 in provincia del Sud Sardegna (Villaputzu). Tertenia è l'unico comune che si trova geograficamente nella valle di Quirra.

## Geografia fisica
La valle di Quirra si trova nella parte centro orientale della Sardegna, e dista circa 100 km da Cagliari e 98 km da Nuoro.
La valle è delimitata a ovest dai tacchi d'Ogliastra e ad est dalla catena di Serra de Mari, che la separa dalla costa orientale sarda. Si estende per circa 4 km a sud-est e poi per circa 30 km a sud verso il Sarrabus.
I principali ingressi sono 2: a Sud, dalla piana di Quirra, e a Nord-Est dal piccolo centro di Cardedu.
Il territorio della valle risulta essere in parte pianeggiante, seguendo un corso abbastanza rettilineo per circa 30 km. Nasce all'altezza di 390 m insieme al Rio Quirra (Comune di Jerzu), che l'attraversa per intero, fino a sfociare nel Mar Tirreno. L'altitudine varia dai 130 m ai 50 m.

## Infrastrutture e trasporti
La valle è principalmente attraversata dalla SS 125 Orientale Sarda, che la percorre da Sud (Villaputzu) a Nord (verso Cardedu).